# UTC+3
UTC+3 или +3 часа прибавени към Координираното универсално време (UTC) съответства на следните часови зони и се използва в следните страни:

## Лятно часово време (летен сезон)
- Източноевропейско лятно часово време (EEST):

Беларус, България, Гърция, Египет, Естония, Израел, Кипър, Латвия, Ливан, Литва, Молдова, Румъния, Украйна, Финландия

## През цялата година (без промяна)
- Източноафриканско време (EAT):

Коморски острови, Джибути, Еритрея, Етиопия, Кения, Мадагаскар, Сомалия, Судан, Танзания, Уганда
- Арабско стандартно време (AST):

Бахрейн, Ирак, Йемен, Йордания, Кувейт, Катар, Саудитска Арабия, Сирия, Турция,
- Московско стандартно време (MSK):

Европейската част на Русия